# ...And then there were three...
...And then there were three... is het negende studioalbum van de Engelse band Genesis. Het album werd uitgebracht in 1978, en was het eerste studioalbum sinds Tresspass zonder Steve Hackett. De titel verwijst naar de overgebleven drie bandleden Collins, Rutherford en Banks. De opnamen vonden plaats in de Relight Studio's in Hilvarenbeek.  Met de singles Follow you, follow me en Many too many had de groep bescheiden hits. De tournee die op het album volgt is de tweede met Chester Thompson op drums en Daryl Stuermer op gitaar; de band deed daarbij ook Nederland aan.  

## Tracks
Alle muziek en teksten van Banks/Rutherford/Collins tenzij anders aangegeven.

| 1.                 | Down and Out                                | 5:25 |
| 2.                 | Undertow (Banks)                            | 4:47 |
| 3.                 | Ballad of Big                               | 4:47 |
| 4.                 | Snowbound (Rutherford)                      | 4:30 |
| 5.                 | Burning Rope (Banks)                        | 7:07 |
| 6.                 | Deep in the Motherlode (Rutherford)         | 5:14 |
| 7.                 | Many Too Many (Banks)                       | 3:30 |
| 8.                 | Scenes from a Night's Dream (Banks/Collins) | 3:30 |
| 9.                 | Say It's Alright Joe (Rutherford)           | 4:18 |
| 10.                | The Lady Lies (Banks)                       | 6:05 |
| 11.                | Follow You Follow Me                        | 3:59 |
| Totale duur: 53:27 |                                             |      |

## Bezetting
- Tony Banks: keyboards
- Mike Rutherford: gitaar, basgitaar
- Phil Collins: zang, drums

From Genesis to Revelation · Trespass · Nursery Cryme · Foxtrot · Live · Selling England by the Pound · The Lamb Lies Down on Broadway · A Trick of the Tail · Wind & Wuthering · Seconds Out · ...And then there were three... · Duke · Abacab · Three Sides Live · Genesis · Invisible Touch · We Can't Dance ·  The way we walk volume one, the shorts · The way we walk volume two, the longs · Calling All Stations · Turn It On Again · Genesis Live over Europe